# Sabatino Mele

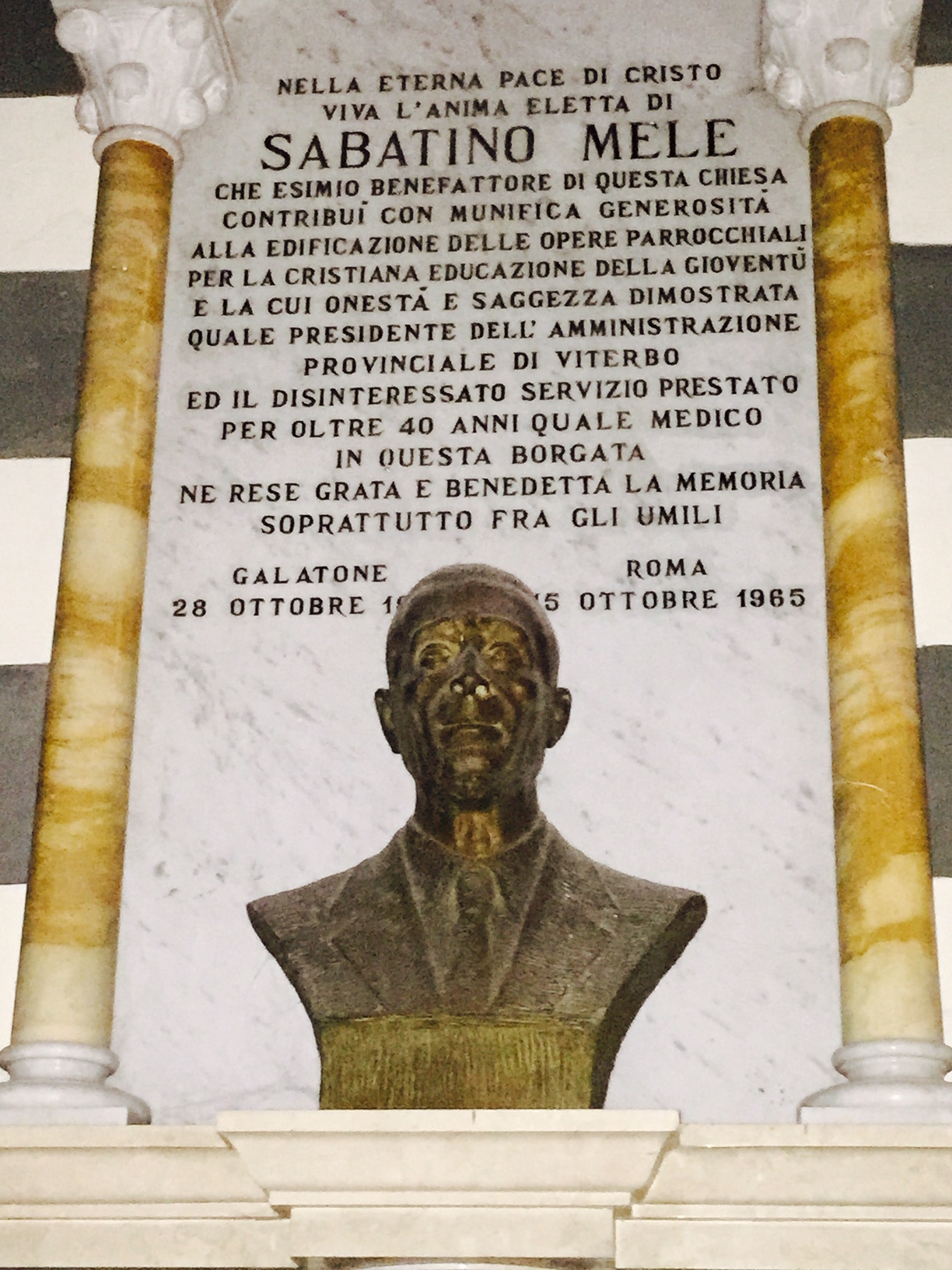
Il busto e l'iscrizione in memoria del Dott. Sabatino Mele all'interno della chiesa di Sant'Antonio in Orte Scalo

Sabatino Mele (Galatone, 28 ottobre 1897 – Roma, 15 ottobre 1965) è stato un politico e medico italiano.

## Biografia
Allievo del professor Ernesto Pestalozza alla Scuola di Specializzazione in Ostetricia e Ginecologia dell'Università di Roma La Sapienza, per oltre 40 anni presterà servizio quale medico condotto di Orte.
L’esperienza di primo medico condotto del comune viterbese e soprattutto il servizio da lui esemplarmente prestato a favore della popolazione, lo portano all’elezione, con un tripudio di voti, a Presidente della provincia di Viterbo il 28 maggio 1961 nelle liste della Democrazia Cristiana.
Uomo schivo e riservato, aveva nell'occasione deciso non senza titubanze e ritrosie, di assecondare l'invito dell'allora Segretario provinciale della Democrazia cristiana, Attilio Iozzelli  e dell'allora primo parroco di Orte, padre Geremia Subiaco.
Muore a Roma il 15 ottobre 1965, lasciando la moglie Fulva Rezzemini e i figli Maria Concetta ed Amedeo.
A testimonianza dell'amore e della riconoscenza da parte della popolazione tutta, un busto e un'iscrizione lo ricordano all'interno della parrocchia di Sant'Antonio (chiesa dei Santi Giuseppe e Marco)  di Orte Scalo ed ancora alla fine del 2017 , ad oltre cinquant'anni dalla morte, gli viene intitolato il Palazzo di Vetro di Orte Scalo, sede della Biblioteca comunale e del Centro di Aggregazione sociale del paese.